# Skálavík
Skálavík [ˈskɔalavʊik] és un poble i municipi situat a la costa oriental de l'illa de Sandoy, a les illes Fèroe. L'1 de gener de 2021 el poble de Skálavík tenia 145 habitants.
El municipi va néixer el 1930, fruit d'una escissió del municipi de Sandur.

## Història
El poble de Skálavík surt en un document escrit per primera vegada en el Hundabrævið (la «Carta dels gossos»), un codi del segle xiv que regulava la tinença de gossos a l'arxipèlag, tot i que molt probablement la seva història es remunti a l'era vikinga. El poble es va establir originalment al costat del mar, però cap al segle xvii es va traslladar cap a la vall interior. Dalsgarður, una granja de domini reial, va ser una de les més grosses de les Illes Fèroe, i va servir d'habitatge del Løgmaður del segle xvii Jakup Jógvansson. L'actual església data de 1891. El poble va tenir també una oficina de correus des de 1918 fins al 2007.
L'agost de 2006 es va parlar de crear un centre esportiu i recreatiu per a tota l'illa de Sandoy a Skálávík.
A final de gener de 2008 va ser una de les localitats afectades per la tempesta Tuva que va colpejar també Escandinàvia. Skálavík va ser el poble més afectat, amb diversos vaixells enfonsats o danyats, així com danys al port i a cases. L'ajuntament no va poder cobrir les despeses de reconstrucció i va rebre ajuda financera d'Islàndia, així com dels municipis de Sandur, Leirvík i Húsar.

## Depilin í Skálavík - Hotel Skálavík

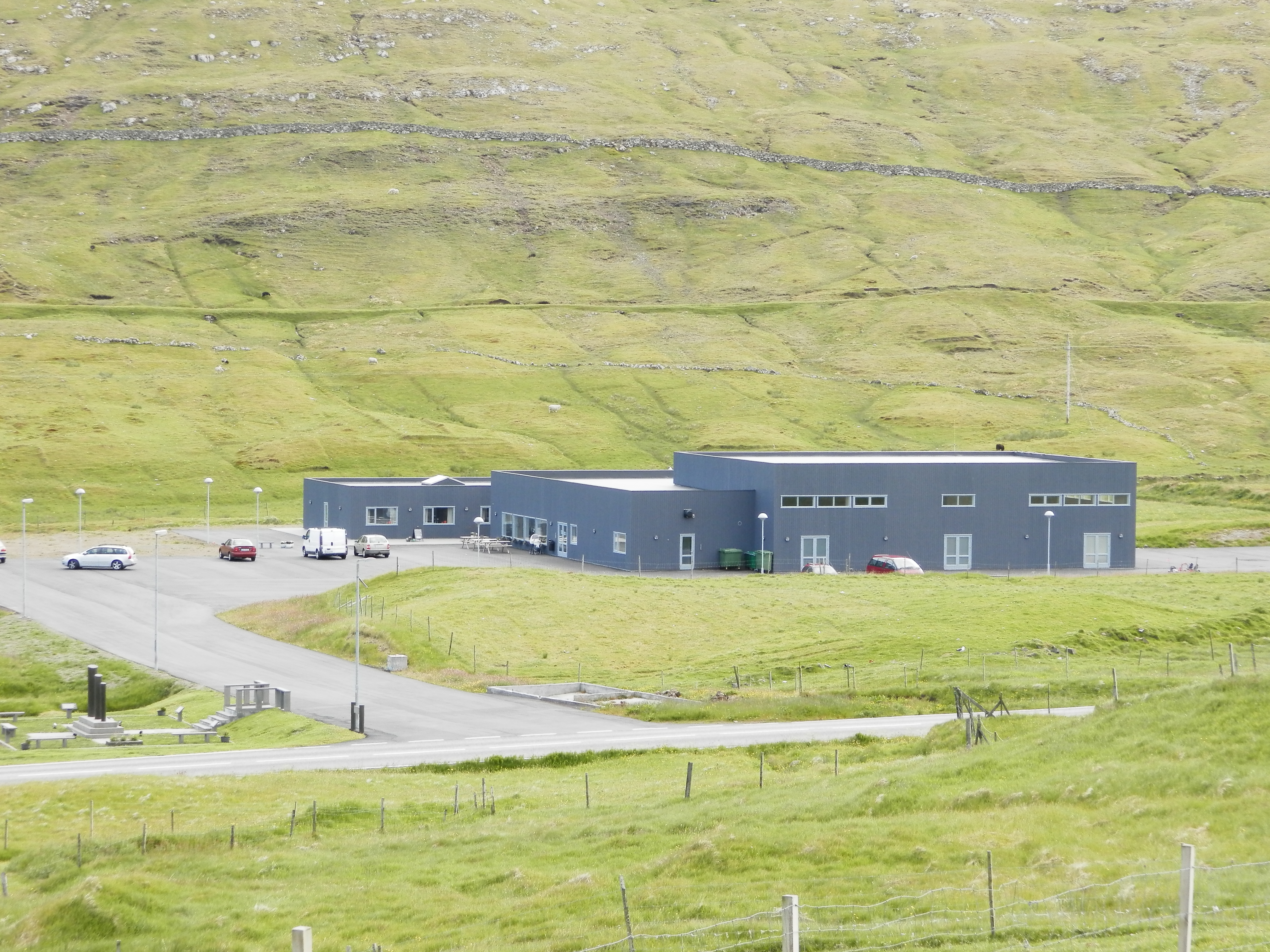
Hotel Skálavík.

El maig de 2011 va obrir un nou centre a Skálavík. Va ser el fruit d'una donació de l'armador Eiler Jacobsen (1930-2010), que havia nascut al poble. No va viure per veure'n la inauguració, però va poder visitar l'edifici durant la construcció. En aquest centre hi ha un restaurant, un hotel i un centre de conferències, activitats per a nens, etc. El centre es va anomenar Skeiðs- og frítíðardepilin Immanuel, tot i que també s'utilitza el nom de Depilin í Skálavík (El centre de Skálavík). El nom d'Immanuel és en nom del vaixell on el pare d'Eiler Jacobsen va desaparèixer el 1932.
El 23 de març de 2015 Smyril Line es va fer càrrec de la gestió de l'hotel i, al mateix temps, en va canviar el nom a Hotel Skálavík.

## Fills il·lustres
- Heðin Brú (1901-1987). Escriptor i traductor.
- Kristian Osvald Viderø (1906-1991). Clergue, poeta i traductor de la Bíblia al feroès.